# Обергофен-ам-Тунерзее
Обергофен-ам-Тунерзее (нім. Oberhofen am Thunersee) — громада  в Швейцарії в кантоні Берн, адміністративний округ Тун.

## Географія
Громада розташована на відстані близько 30 км на південний схід від Берна.
Обергофен-ам-Тунерзее має площу 2,7 км², з яких на 27,6% дозволяється будівництво (житлове та будівництво доріг), 20% використовуються в сільськогосподарських цілях, 51,3% зайнято лісами, 1,1% не є продуктивними (річки, льодовики або гори).

## Демографія
2019 року в громаді мешкало 2425 осіб (+3,9% порівняно з 2010 роком), іноземців було 11,2%. Густота населення становила 895 осіб/км².
За віковим діапазоном населення розподілялося таким чином: 15% — особи молодші 20 років, 51,3% — особи у віці 20—64 років, 33,6% — особи у віці 65 років та старші. Було 1222 помешкань (у середньому 2 особи в помешканні).
Із загальної кількості 732 працюючих 24 було зайнятих в первинному секторі, 87 — в обробній промисловості, 621 — в галузі послуг.